# مارتینز فری (اوهایو)
مارتینز فری(به انگلیسی: Martins Ferry) شهری در ایالت اوهایو کشور ایالات متحده آمریکا است که جمعیت آن در سرشماری سال ۲۰۱۰ میلادی، ۶٬۹۱۵ نفر بوده‌است.